# كيمياء أرضية ضوئية
الكيمياء الأرضية الضوئية أو الجيوكيمياء الضوئية تدمج علمي الكيمياء الضوئية والكيمياء الأرضية في دراسة التفاعلات الكيميائية التي يسببها الضوء والتي تحدث بين المكونات الطبيعية لسطح الأرض. تم نشر أول مراجعة شاملة حول هذا الموضوع في عام 2017 من قبل الكيميائي وعالم التربة تيموثي أيه دوان، لكن مصطلح الجيوكيمياء الضوئية ظهر قبل بضع سنوات ككلمة رئيسية في الدراسات التي وصفت دور التحولات المعدنية التي يسببها الضوء في تشكيل الكيمياء الأرضية الحيوية لكوكب الأرض؛ يصف هذا بالفعل جوهر الدراسة الضوئية الكيميائية، على الرغم من إمكانية قبول جوانب أخرى في التعريف.

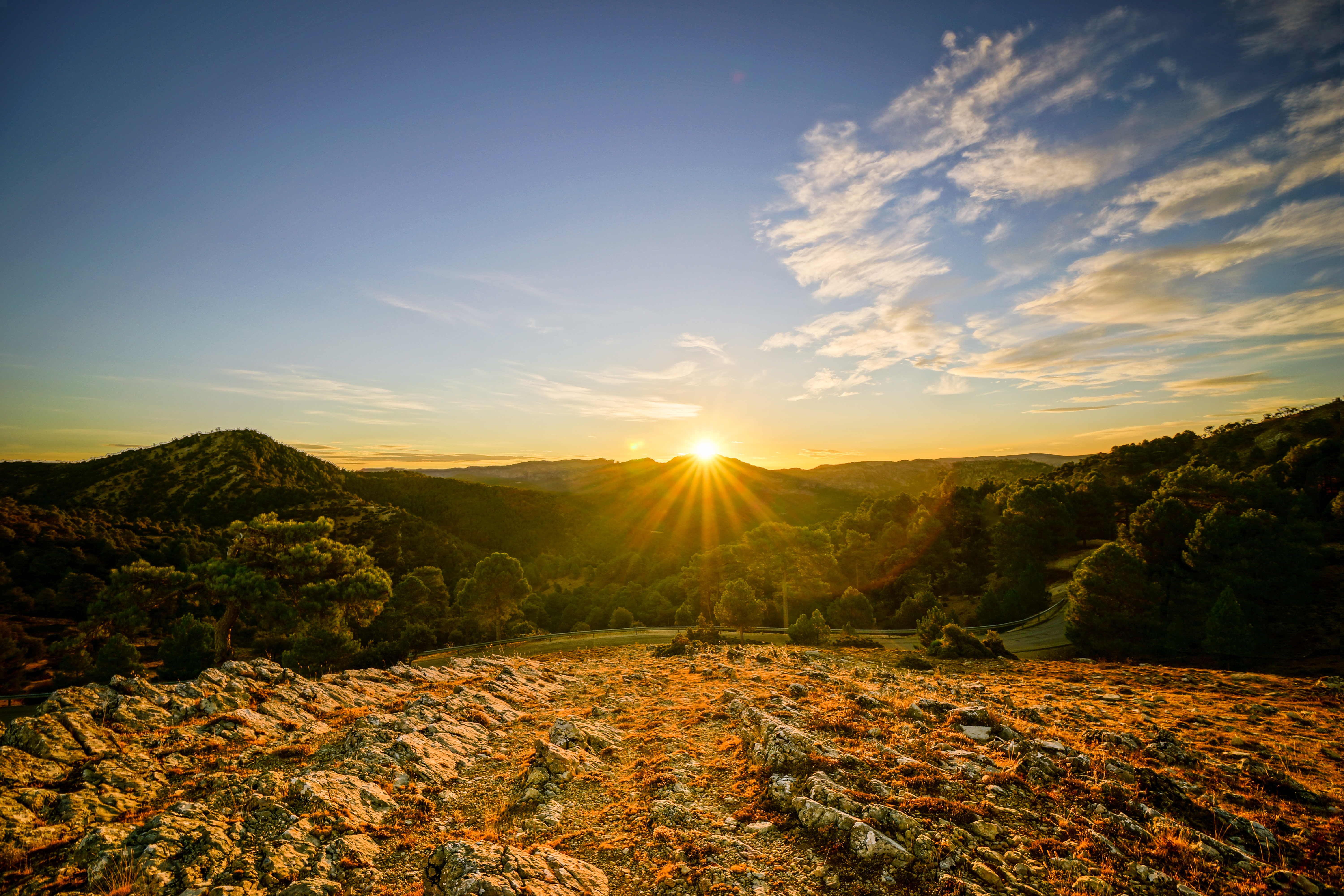
تسهل أشعة الشمس التفاعلات الكيميائية بين مكونات سطح الأرض.

## مجال الجيوكيمياء الضوئية
مكان التفاعل الكيميائي الضوئي ضمنيًا هو سطح الأرض، حيث يعد هذا المكان الأساس الذي يتوفر فيه ضوء الشمس (على الرغم من أن مصادر الضوء الأخرى مثل الضيائية الكيميائية لن يتم استبعادها بشكل صارم من الدراسة الكيميائية الضوئية). قد تحدث التفاعلات بين مكونات الأرض مثل الصخور والتربة والقمامة؛ مكونات المياه السطحية مثل الرواسب والمواد العضوية الذائبة ومكونات الغلاف الجوي التي تتأثر بشكل مباشر بالتلامس مع الأرض أو الماء مثل الهباء الجوي والغازات المعدنية. الأشعة المرئية والأشعة فوق البنفسجية المتوسطة إلى الطويلة هي المصدر الرئيسي للطاقة للتفاعلات الجيوكيميائية الضوئية؛ يمتص الغلاف الجوي الحالي أطوال موجية من الضوء تقل عن 290 نانومتر تمامًا، وبالتالي فهي غير ذات صلة عمليًا، باستثناء الغلاف الجوي المختلف عن الغلاف الجوي للأرض اليوم.
تقتصر التفاعلات الكيميائية الضوئية على التفاعلات الكيميائية التي تبسطها الكائنات الحية. التفاعلات التي تشتمل على التمثيل الضوئي في النباتات والكائنات الأخرى، على سبيل المثال، لا تعتبر كيمياء أرضية ضوئية، حيث يتم تثبيت السياق الفيزيوكيميائي لهذه التفاعلات من قبل الكائن الحي، ويجب الحفاظ عليه من أجل استمرار هذه التفاعلات (أي تتوقف التفاعلات إذا كان الكائن الحي يموت). على النقيض من ذلك، إذا تم إنتاج مركب معين بواسطة كائن حي، ومات الكائن الحي ولكن بقي المركب، فقد يستمر هذا المركبفي المشاركة بشكل مستقل في تفاعل كيميائي ضوئي على الرغم من أن أصله بيولوجي (مثل رواسب المعادن الحيوية أو المركبات العضوية المنبعثة من النباتات إلى ماء).
تهتم دراسة الكيمياء الضوئية في المقام الأول بالمواد التي تحدث بشكل طبيعي، ولكنها قد تمتد لتشمل مواد أخرى، بقدر ما تمثل أو تحمل بعض العلاقات مع تلك الموجودة على الأرض. على سبيل المثال، تم تصنيع العديد من المركبات غير العضوية في المختبر لدراسة تفاعلات التحفيز الضوئي. على الرغم من أن هذه الدراسات لا يتم إجراؤها عادةً في سياق العلوم البيئية أو علوم الأرض، إلا أن دراسة مثل هذه التفاعلات تكون ذات صلة بالكيمياء الأرضية الضوئية إذا كان هناك تأثير جيوكيميائي (أي تحدث تفاعلات مماثلة أو آليات تفاعل بشكل طبيعي). وبالمثل، قد تشتمل الجيوكيمياء الضوئية أيضًا على تفاعلات كيميائية ضوئية للمواد التي تحدث بشكل طبيعي والتي لا تتأثر بأشعة الشمس، إذا كان هناك احتمال أن تتعرض هذه المواد (مثل طبقات التربة العميقة التي يكشف عنها التعدين).

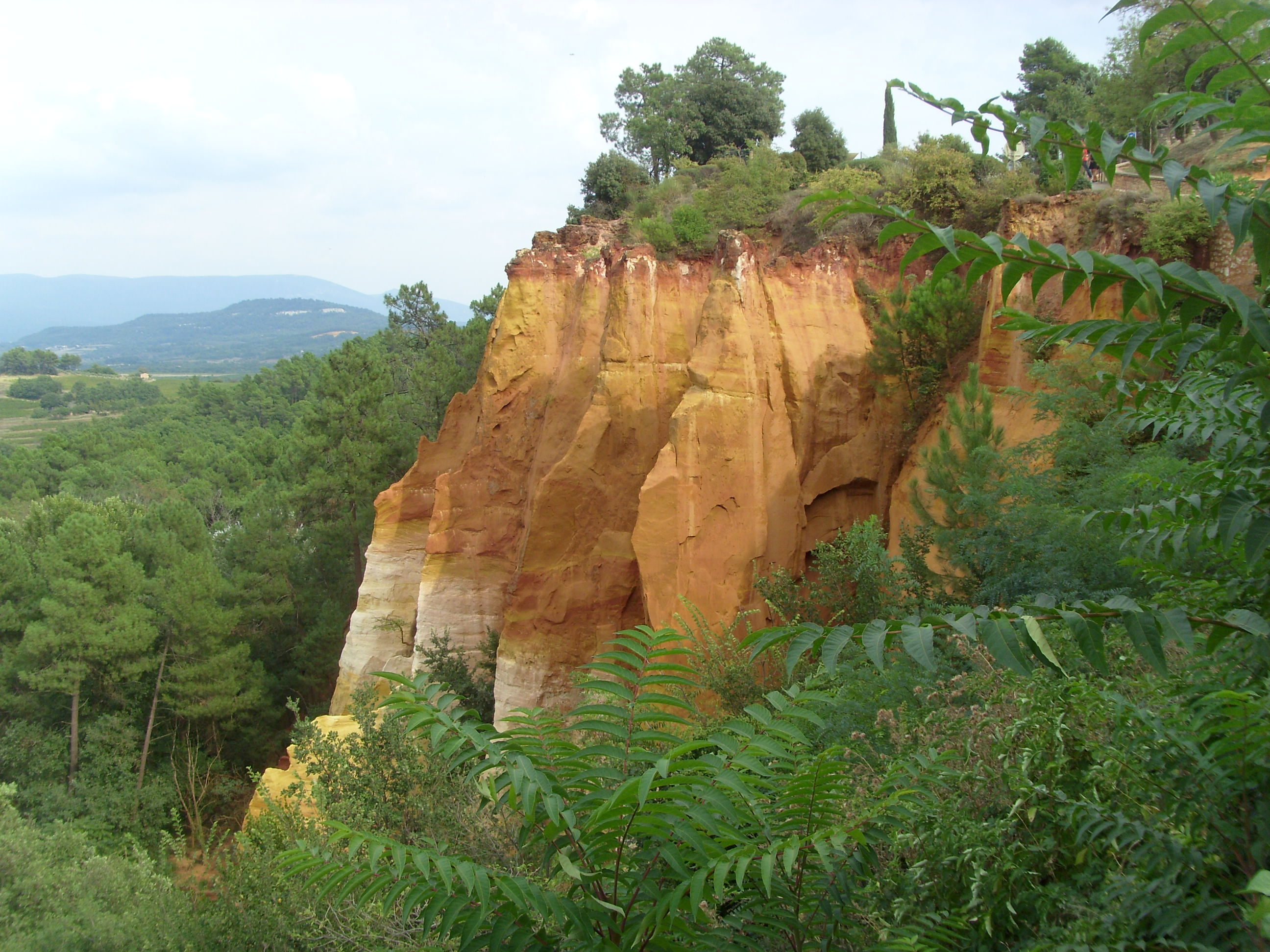
أكاسيد وأوكسي هيدروكسيدات الحديد الثلاثي، مثل هذه المنحدرات من المغرة، هي محفزات شائعة في التفاعلات الكيميائية الأرضية الضوئية.

باستثناء العديد من الحالات المعزولة، تعريف الكيمياء الضوئية لم يتم تحديده في الدراسات بشكل صريح على هذا النحو، ولكن تم تصنيفها تقليديًا على أنها كيمياء ضوئية، خاصة في الوقت الذي كانت فيه الكيمياء الضوئية مجالًا ناشئًا أو تم استكشاف جوانب جديدة في هذا المجال. مع ذلك، قد يتم فصل الأبحاث الكيميائية الأرضية الضوئية في ضوء سياقها المحدد وانعكاساتها، مما يؤدي إلى مزيد من التعرض لهذه «المنطقة غير المستكشفة جيدًا من الكيمياء الأرضية التجريبية». يمكن تعيين الدراسات السابقة التي تناسب تعريف الكيمياء الضوئية بأثر رجعي على هذا النحو.

## الجيوكيمياء الضوئية المبكرة
إن «فرضية الميثانال» التي يمكن اعتبارها بحثًا كيميائياً جيوضوئيًا يمكن إرجاع جهودها الأولى لأدولف فون باير في عام 1870، حيث تم اقتراح الميثانال ليكون المنتج الأولي لعملية التمثيل الضوئي للنبات، والذي يتكون من ثاني أكسيد الكربون والماء من خلال تأثير الضوء على ورقة خضراء. ألهم هذا الاقتراح العديد من المحاولات للحصول على الميثانال في المختبر، والتي يمكن اعتبارها بأثر رجعي دراسات جيوكيميائية ضوئية. تم الإبلاغ عن اكتشاف المركبات العضوية مثل الميثانال والسكريات من قبل العديد من العمال، وعادة ما يتم ذلك عن طريق تعريض محلول ثاني أكسيد الكربون للضوء، وعادة ما يكون مصباح الزئبق أو ضوء الشمس نفسه. في الوقت نفسه، أبلغ العديد من العمال الآخرين عن نتائج سلبية. كانت إحدى التجارب الرائدة هي تجربة باخ في عام 1893، حيث لاحظ تكوين أكاسيد يورانيوم أقل عند تشعيع محلول خلات اليورانيوم وثاني أكسيد الكربون، مما يعني تكوين الميثانال. تضمنت بعض التجارب عوامل اختزال مثل غاز الهيدروجين، واكتشف البعض الآخر الميثانال أو غيره من المنتجات في حالة عدم وجود أي إضافات، على الرغم من أنه تم الاعتراف باحتمالية إنتاج طاقة الاختزال من تحلل الماء أثناء التجربة. بالإضافة إلى التركيز الرئيسي على تخليق الفورمالديهايد والسكريات البسيطة، تم الإبلاغ أحيانًا عن تفاعلات أخرى بمساعدة الضوء، مثل تحلل الميثانال والإفراج اللاحق عن الميثان، أو تكوين الفورماميد من أول أكسيد الكربون والأمونيا.
في عام 1912، لخص بنيامين مور الجانب الرئيسي للجيوكيمياء الضوئية، وهو التحفيز الضوئي غير العضوي: «يجب أن يمتلك الغرواني غير العضوي خاصية تحويل ضوء الشمس، أو أي شكل آخر من أشكال الطاقة المشعة، إلى طاقة كيميائية». العديد من التجارب، التي لا تزال تركز على كيفية استيعاب النباتات للكربون، استكشفت بالفعل تأثير «المحول» (المحفز)؛ كانت بعض «المحولات» الفعالة مشابهة للمعادن الطبيعية، بما في ذلك أكسيد الحديد الثلاثي أو هيدروكسيد الحديد الغرواني؛ كربونات الكوبالت، كربونات النحاس، كربونات النيكل؛ وكربونات الحديد الثنائي. من خلال العمل مع محفز أكسيد الحديد، خلص بالي في عام 1930 إلى أن «التشابه بين العملية المختبرية وهذا في النبات الحي يبدو أنه مكتمل»، مشيرًا إلى ملاحظته أنه في كلتا الحالتين، يحدث تفاعل كيميائي ضوئي على السطح يتم توفير طاقة التنشيط جزئيًا عن طريق السطح وجزئيًا عن طريق الضوء، وتقل الكفاءة عندما تكون شدة الضوء كبيرة جدًا، وتكون درجة الحرارة المثلى للتفاعل مماثلة لتلك الخاصة بالنباتات الحية، وتزداد الكفاءة من اللون الأزرق إلى الطرف الأحمر من طيف الضوء.
في هذا الوقت، كانت تفاصيل عملية التمثيل الضوئي للنبات لا تزال غامضة ومعقدة، وطبيعة التحفيز الضوئي بشكل عام لا تزال قيد الاكتشاف؛ أشار ماكيني في عام 1932 أن «حالة هذه المشكلة [الحد من ثاني أكسيد الكربون الضوئي الكيميائي] متورطة بشكل غير عادي.» كما هو الحال في العديد من المجالات الناشئة، كانت التجارب التجريبية منتشرة بشكل واسع، لكن الحماس المحيط بهذا العمل المبكر أدى إلى تقدم كبير في الكيمياء الضوئية. يظل المبدأ بسيط لكنه صعب لتحويل الطاقة الشمسية إلى طاقة كيميائية قادرة على أداء التفاعل المطلوب هو أساس التحفيز الضوئي القائم على التطبيق، وعلى الأخص التمثيل الضوئي الاصطناعي (إنتاج الوقود الشمسي).
بعد عدة عقود من التجارب التي تمحورت حول الحد من ثاني أكسيد الكربون، بدأ الاهتمام ينتشر إلى التفاعلات الأخرى التي يسببها الضوء والتي تشمل المواد التي تحدث بشكل طبيعي. ركزت هذه التجارب عادةً على التفاعلات المماثلة للعمليات البيولوجية المعروفة، مثل نترجة التربة، والتي تم الإبلاغ لأول مرة عن نظيرها الكيميائي الضوئي «النترجة الضوئية» في عام 1930.

## تصنيف التفاعلات الجيوكيميائية الأرضية
يتم تصنيف التفاعلات الكيميائية الضوئية بناءً على الديناميكا الحرارية و/أو طبيعة المواد المعنية. بالإضافة إلى ذلك، عند وجود غموض بخصوص تفاعل مشابه يشمل الضوء والكائنات الحية (التغذية الضوئية)، يمكن استخدام المصطلح «الكيمياء الضوئية» لتمييز تفاعل غير حيوي معين عن التفاعل الضوئي البيولوجي المقابل. على سبيل المثال، يمكن أن تشير «الأكسدة الضوئية للحديد الثنائي» إما إلى عملية بيولوجية مدفوعة بالضوء (أكسدة الحديد الضوئية أو الضوئية الحيوية) أو عملية كيميائية غير حيوية (أكسدة الحديد الكيميائية الضوئية). وبالمثل، يمكن تسمية العملية اللاحيوية التي تحول الماء إلى غاز الأكسجين تحت تأثير الضوء بأنها «أكسدة كيميائية ضوئية للماء» بدلاً من مجرد «أكسدة ضوئية للماء»، من أجل تمييزها عن الأكسدة الضوئية الحيوية للماء التي قد تحدث في نفس البيئة (بواسطة الطحالب، على سبيل المثال).

### الديناميكا الحرارية
التفاعلات الكيميائية الضوئية موصوفة بنفس المبادئ المستخدمة لوصف التفاعلات الكيميائية الضوئية بشكل عام، ويمكن تصنيفها بالمثل:
1. التمثيل الضوئي: بالمعنى الأكثر انتشاراً، يشير التمثيل الضوئي إلى أي تفاعل ينشط بالضوء حيث يكون التغيير في الطاقة الحرة (ΔGo) إيجابيًا للتفاعل نفسه (دون النظر إلى وجود محفز أو ضوء). تحتوي المنتجات على طاقة أعلى من المواد المتفاعلة، وبالتالي يكون التفاعل غير مواتٍ للديناميكا الحرارية، إلا من خلال تأثير الضوء المقترن بمحفز.[25] تتضمن أمثلة تفاعلات التمثيل الضوئي تقسيم الماء لتكوين هيدروجين وأكسجين، تفاعل ثاني أكسيد الكربون والماء لتكوين الاكسجين ومركبات الكربون المختزلة مثل الميثانول والميثان، وتفاعل النيتروجين مع الماء لإنتاج الأمونيا والأكسجين.
2. التحفيز الضوئي: يشير هذا المصطلح إلى التفاعلات التي يتم تسريعها من خلال وجود محفز (الضوء نفسه ليس هو المحفز كما قد يوحي لفظاً). التفاعل الكلي له تغير سلبي في الطاقة الحرة، وبالتالي يفضل الديناميكا الحرارية.[25] تتضمن أمثلة التفاعلات التحفيزية الضوئية تفاعل المركبات العضوية مع الأكسجين لتكوين ثاني اكسيد الكربون والماء، وتفاعل المركبات العضوية مع الماء لإعطاء الهيدروجين وثاني أكسيد الكربون.
3. التفاعلات الضوئية غير المحفزة: وتعني ردود الفعل المستحثة ضوئيًا أو المنشطة ضوئيًا التي تستمر من خلال حركة الضوء وحده. على سبيل المثال، إذا كانت المواد المتفاعلة نفسها تمتص الضوء غالبًا ما يستمر التحلل الضوئي للمركبات العضوية بلا تحفيز.

### طبيعة المتفاعلات
يمكن تصنيف أي تفاعل في مجال الجيوكيمياء الضوئية، سواء تمت ملاحظته في البيئة أو تمت دراسته في المختبر، على نطاق واسع وفقًا لطبيعة المواد المعنية.
1. التفاعلات بين المركبات التي تحدث بشكل طبيعي. تهتم الجيوكيمياء الضوئية، سواءً الرصدية أو الاستكشافية، بالتفاعلات بين المواد المعروف أنها تحدث بشكل طبيعي، لأن هذا يعكس ما يحدث أو قد يحدث على الأرض.
2. التفاعلات التي لا يعرف فيها حدوث تفاعل أو أكثر بشكل طبيعي. قد تساهم دراسات التفاعلات بين المواد المتعلقة بالمواد التي تحدث بشكل طبيعي في فهم العمليات الطبيعية. هذه الدراسات التكميلية ذات صلة بالجيوكيمياء الضوئية من حيث أنها تُظهر التفاعلات التي قد يكون لها نظير طبيعي. على سبيل المثال، ثبت أن التربة، عند تعرضها للإشعاع، يمكن أن تولد مركبات الأكسجين التفاعلية[26] وأن معادن الصلصال في التربة يمكن أن تسرع من تحلل المواد الكيميائية الاصطناعية؛[27] لذلك قد يُفترض أن المركبات التي تحدث بشكل طبيعي تتأثر بالمثل بأشعة الشمس التي تعمل على التربة. لوحظ تحويل النيتروجين إلى الامونيا عند التشعيع في وجود تيتانات الحديد (Fe2Ti2O7).[28][29] في حين أنه من غير المعروف أن مثل هذا المركب يحدث بشكل طبيعي، فإنه يرتبط بالإلمنيت والبروكيت الزائف، ويمكن أن يتشكل عند تسخين الإلمينيت؛[28][30] قد يعني هذا تفاعلًا مشابهًا مع النيتروجين للمعدن الطبيعي.

## المحفزات الجيوكيميائية الأرضية

### المحفزات المباشرة
تعمل المحفزات الجيوكيميائية الضوئية المباشرة عن طريق امتصاص الضوء ومن ثم نقل الطاقة إلى المواد المتفاعلة.

#### المعادن شبه الموصلة
إن غالبية التفاعلات الكيميائية الضوئية المرصودة تشمل على محفز معدني. العديد من المعادن الطبيعية هي أشباه موصلات تمتص جزءًا من الإشعاع الشمسي. تكون هذه المعادن شبه الموصلة غالباً عبارة عن أكاسيد وكبريتيدات الفلزات انتقالية وتتضمن معادن وفيرة ومعروفة جيدًا مثل الهيماتيت (Fe2O3)، أكسيد الحديد الأسود (Fe3O4)، والجيوثايت والليبيدوكروسيت (FeOOH)، وكذلك البيرولوسيت (MnO2). إشعاع الطاقة الذي يساوي أو أكبر من فجوة النطاق لأشباه الموصلات كافٍ لإثارة إلكترون من نطاق التكافؤ إلى مستوى طاقة أعلى في نطاق التوصيل، تاركًا وراءه ثقبًا إلكترونيًا (+h)؛ يسمى زوج ثقب الإلكترون الناتج أكسيتون. يمكن للإلكترون المثار وثقب الإلكترون أن يختزل ويؤكسد، على التوالي، الأنواع التي لها إمكانات الأكسدة والاختزال المناسبة بالنسبة لإمكانات نطاقات التكافؤ والتوصيل. يمكن للمعادن شبه الموصلة مع فجوات النطاق المناسبة ومستويات طاقة النطاق المناسبة تحفيز مجموعة واسعة من التفاعلات، الأكثر شيوعًا في واجهات المياه المعدنية أو الغازات المعدنية.

#### المركبات العضوية
المركبات العضوية مثل «المواد العضوية الحيوية» والمواد الدبالية قادرة أيضًا على امتصاص الضوء وتعمل كمحفزات أو محسسات، والتي تسرع تفاعلات الضوء التي تحدث عادةً ببطء أو تسهل التفاعلات التي لا تحدث عادةً على الإطلاق.

### المحفزات غير المباشرة
تمتص بعض المواد، مثل بعض معادن السيليكات، القليل من الإشعاع الشمسي أو قد لا تمتصه، ولكنها تشارك في التفاعلات التي يحركها الضوء بآليات أخرى غير النقل المباشر للطاقة إلى مواد متفاعلة.

#### إنتاج الأنواع التفاعلية
قد يحدث التحفيز الضوئي غير المباشر من خلال إنتاج أنواع تفاعلية تشارك بعد ذلك في تفاعل آخر. على سبيل المثال، لوحظ التحلل الضوئي لمركبات معينة في وجود الكاولينيت والمونتموريلونيت، وقد يستمر هذا من خلال تكوين مركبات الأكسجين التفاعلية على سطح هذه المعادن الصلصالية. في الواقع، لوحظت مركبات الأكسجين التفاعلية عندما تتعرض أسطح التربة لأشعة الشمس. تم العثور على قدرة التربة المشععة على توليد الأكسجين المفرد مستقلة عن محتوى المادة العضوية، ويبدو أن كل من المكونات المعدنية والعضوية للتربة تساهم في هذه العملية. لوحظ حدوث انحلال ضوئي غير مباشر في التربة على أعماق تصل إلى 2 مم بسبب هجرة الأنواع التفاعلية؛ في المقابل، تم تقييد التحلل الضوئي المباشر (حيث يمتص المركب المتحلل نفسه الضوء) على «عمق ضوئي» من 0.2 إلى 0.4 ملم. مثل بعض المعادن، قد تعمل المادة العضوية في المحلول، وكذلك مادة الجسيمات العضوية، كمحفز غير مباشر عن طريق تكوين الأكسجين المفرد الذي يتفاعل بعد ذلك مع المركبات الأخرى.

#### حساسية السطح
قد تعمل المحفزات غير المباشرة أيضًا من خلال التحسس السطحي للمواد المتفاعلة، حيث تصبح الأنواع الممتصة على سطح أكثر عرضة للتحلل الضوئي.

### تحفيز حقيقي
بالمعنى الحرفي، لا ينبغي استخدام مصطلح «الحفز» إلا إذا أمكن إثبات أن عدد جزيئات المنتج المنتجة لكل عدد من المواقع النشطة أكبر من واحد؛ من الصعب القيام بذلك من الناحية العملية، على الرغم من أنه غالبًا ما يُفترض أن يكون صحيحًا إذا لم يكن هناك خسارة في النشاط الضوئي للمحفز لفترة طويلة من الزمن. التفاعلات غير المحفزة بشكل صارم يمكن تصنيفها على أنها «تفاعل ضوئي مساعد». علاوة على ذلك، قد يكون من الصعب تصنيف الظواهر التي تنطوي على خلائط معقدة من المركبات (مثل التربة) ما لم يتم تحديد التفاعلات الكاملة (وليس فقط المواد المتفاعلة الفردية أو المنتجات).